# 厄林斯巴赫

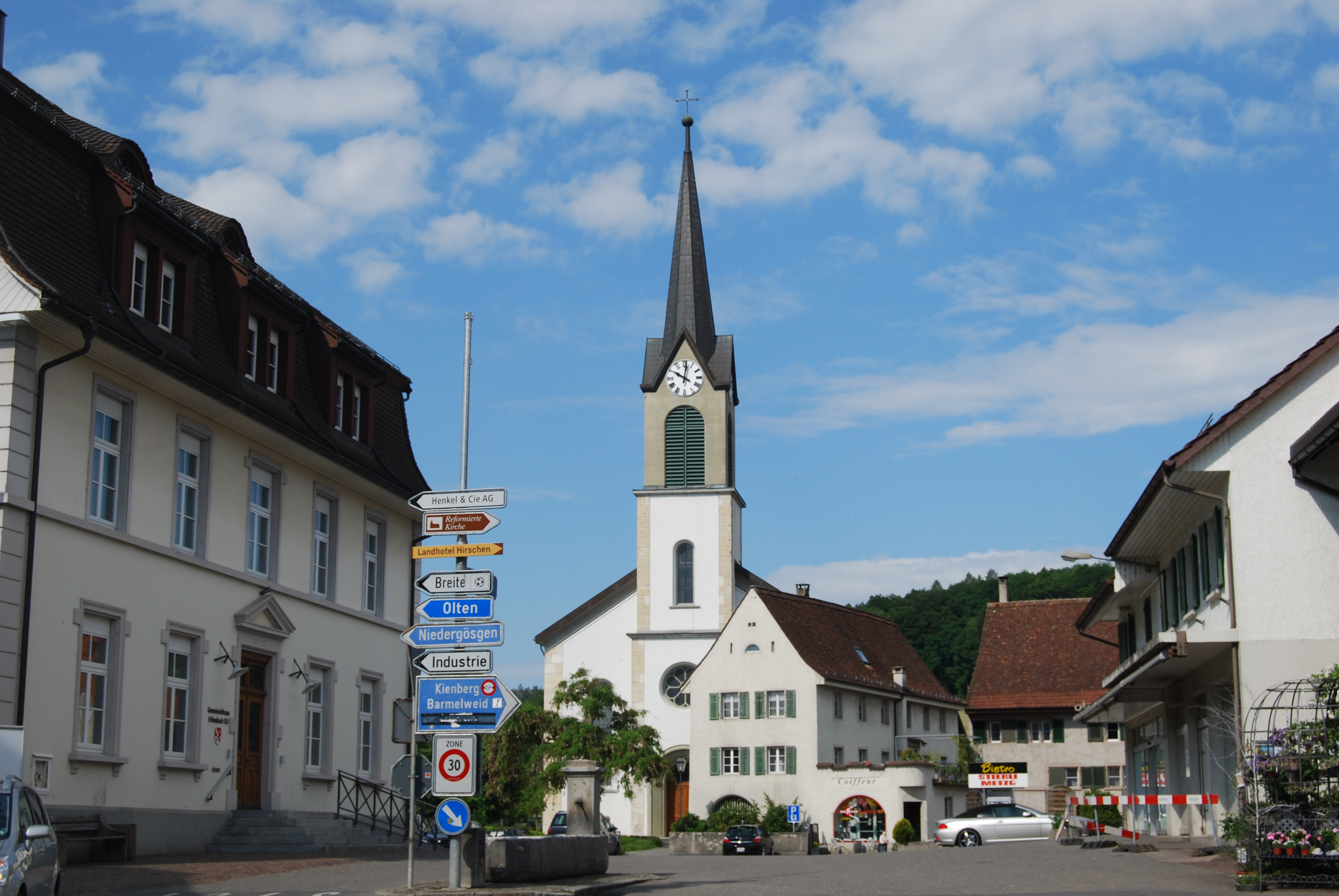

厄林斯巴赫是瑞士的城鎮，位於該國北部，由索洛圖恩州負責管轄，面積8.87平方公里，海拔高度423米，2012年人口3,260，一半人口信奉羅馬天主教，人口密度每平方公里368人。

## 外部連結
- Official website （德文）